# Sint-Barbarabeeld (Nieuwenhagen)

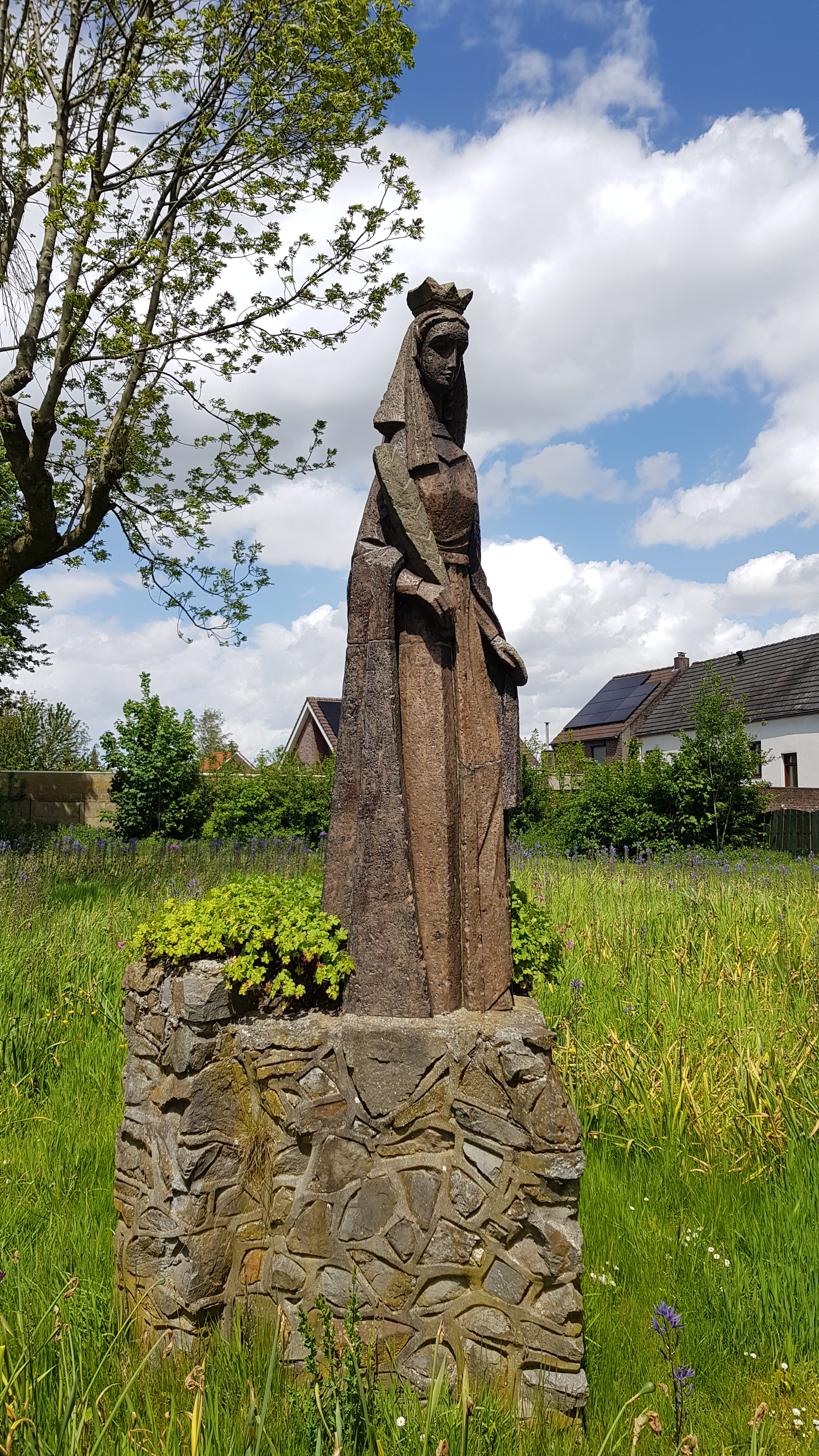
Het Sint-Barbarabeeld

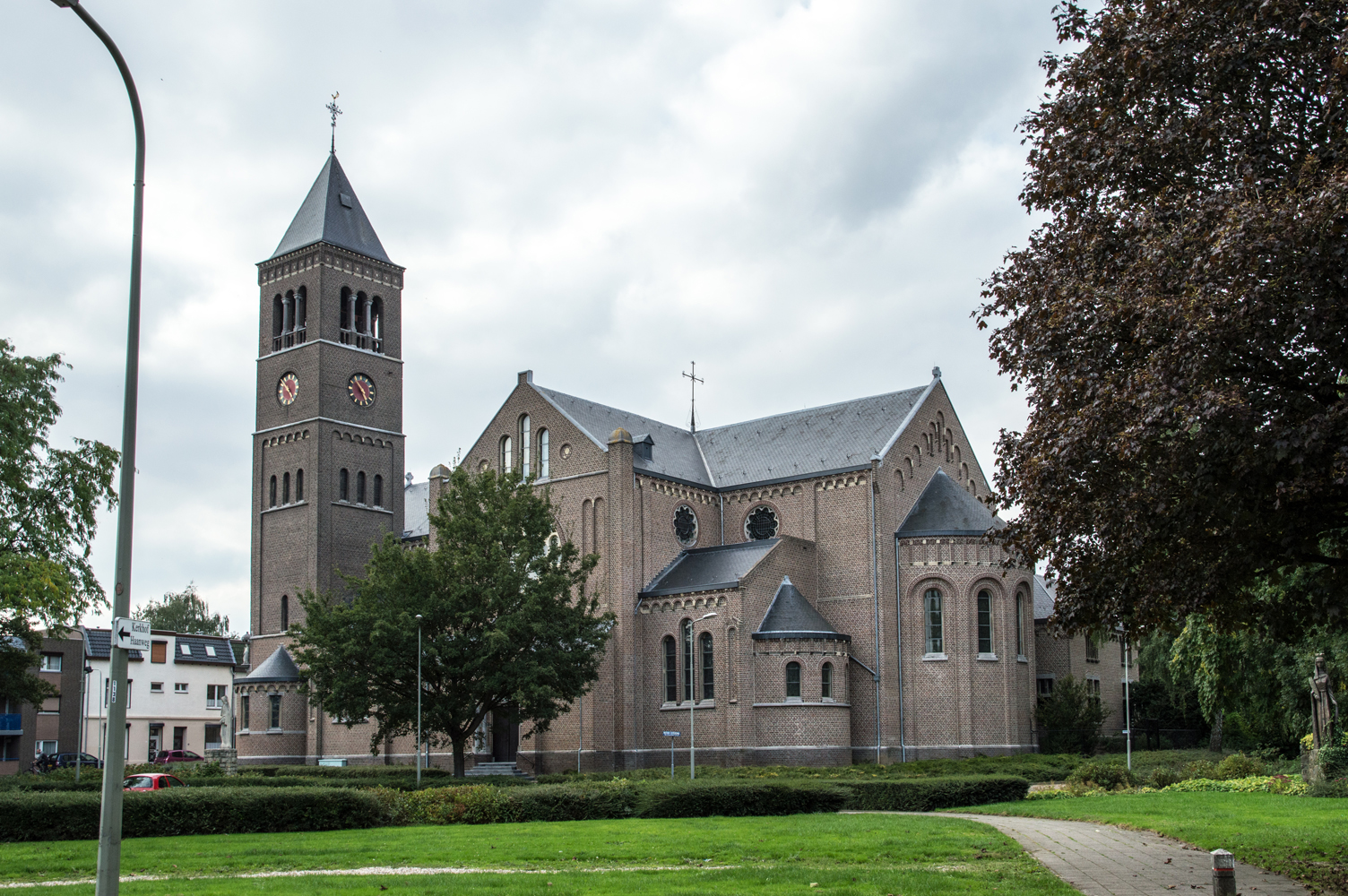
De Onze-Lieve-Vrouw Hulp der Christenenkerk, met rechts op de foto het Sint-Barbarabeeld.

Het Sint-Barbarabeeld is een standbeeld in Nieuwenhagen in de Nederlandse gemeente Landgraaf. Het 
beeld staat aan de Rötscherweg in een plantsoen voor de Onze-Lieve-Vrouw-Hulp-der-Christenenkerk met aan de overkant van de weg het Sjpaans Kentje. Ongeveer 50 meter naar het zuidwesten staat het Heilig Hartbeeld.
Het beeld is opgedragen aan de heilige Barbara van Nicomedië, de beschermheilige van mijnwerkers.

## Geschiedenis
Met de ontginning van de steenkolenlagen van het Zuid-Limburgs steenkoolbekken werden er van heide en ver mensen aangetrokken om te werken in de steenkolenmijnen die verspreid over Limburg gehuisvest werden.
Op 4 december 1955 werd het beeld op het Ireneplein ingezegend en stond tussen de Beatrixstraat en Irenestraat. Het beeld werd er geplaatst door de R.K. Mijnwerkersbond afdeling Nieuwenhagen die 50 jaar bestond en was naar het ontwerp van kunstenaar Walter van Hoorn.
Later werd het beeld verplaatst naar het plantsoen bij de Onze-Lieve-Vrouw-Hulp-der-Christenenkerk.

## Standbeeld
Het standbeeld staat op een sokkel van gemetselde stenen. Op de sokkel staat het keramische beeld van gekroonde heilige die afgebeeld wordt als een ranke gestalte met in haar rechterhand een palmtak.